# Marchas populares de Lisboa
As marchas populares de Lisboa são o momento alto das Festas de Lisboa. Remontam a 1932, quando foram organizadas as primeiras marchas competitivas, sob orientação de José Leitão de Barros, então diretor do Notícias Ilustrado, apoiado pelo olisipógrafo Norberto de Araújo e pelo Diário de Lisboa. Esta é uma das mais antigas e crescentes tradições da cidade de Lisboa (às marchas juntaram-se, em 1958, os casamentos de Santo António). Porém, em Lisboa já se realizavam marchas desde o século XVIII.
A atual marcha vencedora é a Marcha de Alcântara, após conquistar o seu 1º título nas Marchas Populares de Lisboa de 2024.

## História

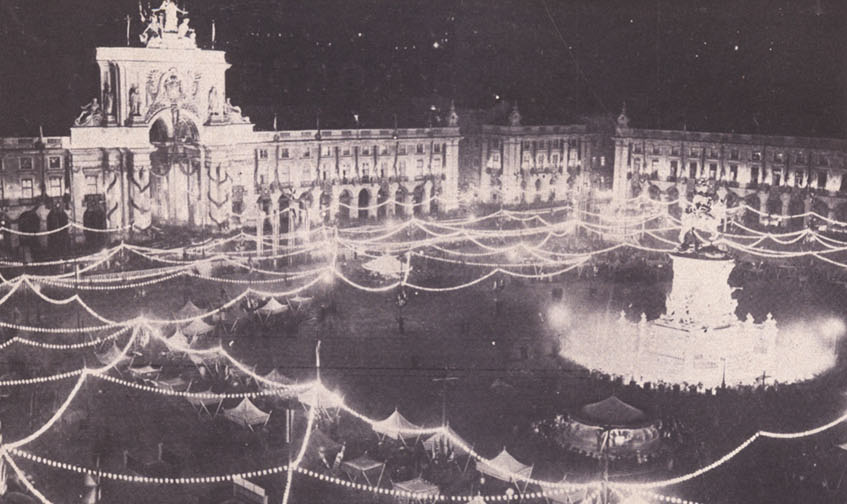
Marchas Populares, de 1934.

Há referências históricas a marchas em Lisboa desde o século XVIII, com vários bairros a terem marchas e marchantes nos seus arraiais populares. Mas somente em 1932 foram organizadas as primeiras marchas competitivas, sob orientação de José Leitão de Barros, então director do Notícias Ilustrado, apoiado pelo olisipógrafo Norberto de Araújo e pelo Diário de Lisboa. As marchas outrora celebradas em cada bairro passaram então a juntar-se num desfile na Avenida da Liberdade e a participar num concurso para eleger a melhor da cidade. A estreia realizada com 3 Marchas na noite de 12 de junho de 1932 na Avenida teve um êxito rotundo, com 300 mil pessoas na assistência. Passados 15 dias, por altura do São Pedro, houve novo desfile já com 6 Marchas a concurso, no que foi o único ano com dois desfiles das Marchas Populares.
As Marchas originais de 1932 foram: Campo de Ourique, Bairro Alto, Alto do Pina, Madragoa, Alfama e Alcântara. 
O enorme sucesso das Marchas no ano inaugural levou à sua oficialização, com a sua integração nas Festas de Lisboa e a realização a passar a estar a cargo da Câmara Municipal de Lisboa, em 1934. As Marchas passaram, também, a fazer parte de filmes, como "A Canção de Lisboa" e "O Pátio das Cantigas".
Em 1952, as marchas começam a descer a Avenida da Liberdade e, em 1998, as marchas também estiveram presentes na Expo 98.
A Fadista Amália Rodrigues foi, desde o primeiro momento, marchante na então Marcha de Alcântara.
Em 1940 saíram à rua, mais importantes que nunca, na comemoração de um duplo centenário, da Fundação do Estado Português (1140) e da Restauração da Independência (1640).
Às marchas juntaram-se em 1958 os Casamentos de Santo António.

## Classificação Geral
O pódio das edições das marchas populares foi o seguinte:
| Edição | Vencedora                                                        | 2º Lugar                                                                 | 3º Lugar | Marchas |
| ------ | ---------------------------------------------------------------- | ------------------------------------------------------------------------ | --- | ------- |
| 1932a  | Campo de Ourique                                                 | Bairro Alto                                                              | Alto do Pina | 3       |
| 1932b  | Madragoa                                                         | Alfama                                                                   | Alto do Pina | 6       |
| 1934   | Alfama                                                           | Madragoa                                                                 | Ajuda, Alcântara, Alto do Pina, Bairro Alto, Benfica, Campo de Ourique, Mouraria, Santo Amaro, São Vicente e Sete Rios (ex-aequo) | 12      |
| 1935   | Alfama, Benfica, Campolide, Castelo, Graça e Madragoa (ex-aequo) | Ajuda, Alcântara, Chelas, Mouraria, Santa Clara e São Vicente (ex-aequo) | – | 12+2    |
| 1940   | Alfama, Benfica, Madragoa e São Vicente (ex-aequo)               | Bairro Alto, Castelo, Graça e Mouraria (ex-aequo)                        | Alcântara, Campo de Ourique, Lapa e São Bento (ex-aequo)                                                                          | 12      |
| 1947   | Castelo                                                          | Alfama e Mouraria (ex-aequo)                                             | - | 11      |
| 1950   | Madragoa                                                         | Benfica e Mouraria (ex-aequo)                                            | Alfama, Campolide, Graça e São Vicente (ex-aequo)                                                                                 | 11      |
| 1952   | Bica                                                             | Alfama                                                                   | Mouraria | 12      |
| 1955   | Bica                                                             | Alcântara                                                                | Alfama | 14+1    |
| 1958   | Bica                                                             | Campolide e Marvila (ex-aequo)                                           | Alfama e Mouraria (ex-aequo) | 14      |
| 1963   | Bica e Marvila (ex-aequo)                                        | Alfama e Campolide (ex-aequo)                                            | Madragoa e Mouraria (ex-aequo) | 12      |
| 1964   | Madragoa                                                         | Campo de Ourique                                                         | Alto do Pina | 11      |
| 1965   | Madragoa                                                         | Alcântara                                                                | Campolide | 14      |
| 1966   | Madragoa                                                         | Mouraria                                                                 | Bica | 19+1    |
| 1967   | Marvila                                                          | Madragoa                                                                 | Mouraria | 17      |
| 1968   | Carnide                                                          | Madragoa                                                                 | Ajuda | 15      |
| 1969   | Mouraria                                                         | Carnide                                                                  | Ajuda | 15      |
| 1970   | Bica                                                             | Alfama                                                                   | Mouraria | 15      |
| 1980   | Não houve concurso                                               | Não houve concurso                                                       | Não houve concurso | 10      |
| 1981   | Mouraria                                                         | Carnide e Castelo (ex-aequo)                                             | Ajuda | 10      |
| 1982   | Castelo                                                          | Mouraria                                                                 | Marvila | 14      |
| 1983   | Castelo                                                          | Alcântara                                                                | Alfama | 14      |
| 1988   | Castelo                                                          | Madragoa                                                                 | Marvila | 15+1    |
| 1989   | Benfica                                                          | Marvila                                                                  | Castelo | 18+1    |
| 1990   | Alfama                                                           | Castelo                                                                  | Marvila | 18+1    |
| 1991   | Madragoa                                                         | Alfama                                                                   | Carnide | 19+1    |
| 1992   | Bica                                                             | Alfama                                                                   | Madragoa | 17+1    |
| 1993   | Alfama                                                           | Campolide                                                                | Marvila | 17+1    |
| 1994   | Madragoa                                                         | Alcântara                                                                | Campolide | 18+1    |
| 1995   | Marvila                                                          | Madragoa                                                                 | Bairro Alto | 18+1    |
| 1996   | Alfama                                                           | São Vicente                                                              | Marvila | 18+1    |
| 1997   | Alfama                                                           | Castelo e São Vicente (ex-aequo)                                         | — | 18+1    |
| 1998   | Alfama                                                           | Marvila                                                                  | Madragoa | 18+1    |
| 1999   | Alfama                                                           | Marvila                                                                  | Castelo | 18+1    |
| 2000   | Alfama                                                           | Marvila                                                                  | Castelo | 18+1    |
| 2001   | Marvila                                                          | Alfama                                                                   | Bica | 18+1    |
| 2002   | Marvila                                                          | Castelo                                                                  | Bica | 18+1    |
| 2003   | Bica                                                             | Alfama                                                                   | Mouraria | 18+1    |
| 2004   | Alfama                                                           | São Vicente e Bica (ex-aequo)                                            | — | 20+1    |
| 2005   | Alfama                                                           | Mouraria                                                                 | Alto do Pina | 20+2    |
| 2006   | Alfama                                                           | Madragoa                                                                 | Alcântara | 20+2    |
| 2007   | Alfama                                                           | Marvila                                                                  | Campolide | 20+2    |
| 2008   | Marvila                                                          | Alfama                                                                   | Madragoa | 20+2    |
| 2009   | Alfama e Castelo (ex-aequo)                                      | Madragoa e Marvila (ex-aequo)                                            | Bairro Alto | 20+2    |
| 2010   | Alfama                                                           | Marvila                                                                  | Bica | 20+2    |
| 2011   | Alto do Pina                                                     | Alfama                                                                   | Madragoa | 20+2    |
| 2012   | Alto do Pina                                                     | Alfama                                                                   | Alcântara | 20+2    |
| 2013   | Alfama                                                           | Alto do Pina                                                             | Bica | 20+2    |
| 2014   | Alfama                                                           | Alcântara                                                                | Bairro Alto | 20+2    |
| 2015   | Alto do Pina                                                     | Alfama                                                                   | Alcântara | 20+2    |
| 2016   | Alfama                                                           | Penha de França                                                          | Alto do Pina | 20+4    |
| 2017   | Alfama                                                           | Bairro Alto                                                              | Madragoa | 20+6    |
| 2018   | Alfama                                                           | Bairro Alto                                                              | Madragoa | 20+3    |
| 2019   | Alto do Pina                                                     | Alfama                                                                   | Penha de França | 20+4    |
| 2022   | Madragoa                                                         | Alcântara                                                                | Alto do Pina | 20+5    |
| 2023   | Bica                                                             | Bairro Alto                                                              | Alfama | 20+4    |
| 2024   | Alcântara                                                        | Marvila                                                                  | Alfama | 20+5    |
| 2025   | Alcântara e Bairro Alto (ex-aequo)                               | –                                                                        | Bica | 20+5    |

Em 2017, as marchas tiveram como mote "Lisboa, Cidade do Mundo", tema que simboliza uma cidade cosmopolita, tolerante e aberta a todos. Em 2018, as marchas tiveram como mote A Canção de Lisboa; uma homenagem ao ator lisboeta Vasco Santana, nos 120 anos do seu nascimento. A Grande Marcha de Lisboa, intitulada "Vasco é Saudade", foi da autoria de Dina Barco e José Condinho.

## Palmarés
A tabela abaixo apresenta o palmarés de cada bairro, segundo os pódios obtidos de 1932 até 2024.
| Nº  | Bairro           |    |    |    |    | Anos das vitórias |
| --- | ---------------- | -- | -- | -- | -- | --- |
| 1º  | Alfama           | 21 | 14 | 6  | 41 | 1934, 1935, 1940, 1990, 1993, 1996, 1997, 1998, 1999, 2000, 2004, 2005, 2006, 2007, 2009, 2010, 2013, 2014, 2016, 2017, 2018 |
| 2º  | Madragoa         | 10 | 6  | 10 | 26 | 1932, 1935, 1940, 1950, 1964, 1965, 1966, 1991, 1994, 2022                                                                   |
| 3º  | Bica             | 8  | -  | 6  | 14 | 1952, 1955, 1958, 1963, 1970, 1992, 2003, 2023                                                                               |
| 4º  | Marvila          | 6  | 8  | 6  | 20 | 1963, 1967, 1995, 2001, 2002, 2008                                                                                           |
| 5º  | Castelo          | 6  | 5  | 3  | 14 | 1935, 1947, 1982, 1983, 1988, 2009                                                                                           |
| 6º  | Alto do Pina     | 4  | 1  | 6  | 11 | 2011, 2012, 2015, 2019 |
| 7º  | Benfica          | 3  | 1  | 1  | 5  | 1935, 1940, 1989 |
| 8º  | Alcântara        | 2  | 8  | 5  | 15 | 2024, 2025 |
| 9º  | Mouraria         | 2  | 7  | 7  | 16 | 1969, 1971 |
| 10º | Bairro Alto      | 1  | 5  | 3  | 9  | 2025 |
| 11º | Campolide        | 1  | 3  | 4  | 8  | 1935 |
| 12º | São Vicente      | 1  | 3  | 2  | 6  | 1940 |
| 13º | Carnide          | 1  | 2  | 1  | 4  | 1968 |
| 14º | Campo de Ourique | 1  | 1  | 2  | 4  | 1932 |
| 15º | Graça            | 1  | 1  | 1  | 3  | 1935 |
| 16º | Ajuda            | -  | 1  | 4  | 5  | |
| 17º | Penha de França  | -  | 1  | 1  | 2  | |
| 18º | Chelas           | -  | 1  | -  | 1  | |
| -   | Santa Clara      | -  | 1  | -  | 1  | |
| 20º | Santo Amaro      | -  | -  | 1  | 1  | |
| -   | Sete Rios        | -  | -  | 1  | 1  | |
| -   | Lapa             | -  | -  | 1  | 1  | |
| -   | São Bento        | -  | -  | 1  | 1  | |

## Prémios Específicos
Além da classificação geral, são ainda atribuídos prémios às marchas que tenham conseguido a melhor pontuação em cada um dos parâmetros pelos quais as marchas são pontuados:  Cenografia, Coreografia, Desfile na Avenida da Liberdade, Figurinos, Letra, Melhor composição original e Musicalidade.
A tabela abaixo apresenta as classificações por parâmetro, de 2009 a 2024:
| Ano  | Cenografia               | Coreografia                         | Desfile                | Figurinos                            | Letra                               | Composição            | Musicalidade                           |
| ---- | ------------------------ | ----------------------------------- | ---------------------- | ------------------------------------ | ----------------------------------- | --------------------- | -------------------------------------- |
| 2009 | Alcântara e Castelo      | Bairro Alto e Castelo               | Alfama                 | Beato, Castelo e Madragoa            | Beato, Madragoa, Marvila e Mouraria | Bica                  | Alfama                                 |
| 2010 | Bica, Marvila e Mouraria | Alfama                              | Alfama                 | Carnide e Castelo                    | Alcântara                           | Alcântara             | Alfama                                 |
| 2011 | Alfama e Castelo         | Beato                               | Alto do Pina           | Alfama, Alto do Pina e Mouraria      | Bairro Alto                         | Bica                  | —                                      |
| 2012 | Alcântara                | Alto do Pina                        | Alto do Pina           | Alto do Pina e Alfama                | Alto do Pina                        | Alfama                | Alto do Pina                           |
| 2013 | Alfama                   | Alfama                              | Alfama                 | Alfama                               | São Vicente                         | —                     | Marvila                                |
| 2014 | Alfama                   | Alcântara                           | Alfama                 | Alcântara                            | Alfama, Castelo e Graça             | Marvila               | Marvila                                |
| 2015 | Alcântara                | Alfama e Madragoa                   | Alto do Pina           | Alto do Pina                         | São Vicente                         | Alfama                | Alfama                                 |
| 2016 | Alcântara                | Alfama, Alto Pina e Penha de França | Alfama                 | Alcântara, Alto do Pina, Bairro Alto | Madragoa                            | Alfama                | Alfama, Alto do Pina e Penha de França |
| 2017 | Carnide                  | Madragoa                            | Bairro Alto            | Alfama                               | Bica                                | Bela Flor – Campolide | Alfama                                 |
| 2018 | Alcântara                | Alfama                              | Bairro Alto e Madragoa | Alfama, Bairro Alto e Carnide        | Alfama e Madragoa                   | Alfama                | Alfama                                 |
| 2019 | São Vicente e Carnide    | Alto do Pina                        | Alto do Pina           | Alto do Pina, São Vicente e Alfama   | Alto do Pina e Bairro Alto          | Alto do Pina          | Mouraria                               |
| 2022 | Bairro Alto              | Alto do Pina e Madragoa             | Madragoa               | Alfama e Madragoa                    | Penha de França e São Vicente       | Penha de França       | Alfama e Alto do Pina                  |
| 2023 | Alfama e Lumiar          | Alfama e Bica                       | Bairro Alto e Bica     | Alcântara, Alfama e Madragoa         | Alfama e Bica                       | Alfama e Carnide      | Alfama                                 |
| 2024 | Alcântara e Marvila      | Alcântara e Marvila                 | Alcântara              | Alcântara, Alfama e Marvila          | Alfama e Alto do Pina               | Bica e Mouraria       | Madragoa                               |

## Participação
As primeiras marchas, realizadas em 1932, contaram com apenas três marchas, tendo-se expandido ao longo dos anos, até chegar às 20, para além de algumas marchas extra-concurso, como a dos Mercados ou a Marcha Infantil das Escolas de Lisboa.
| Ano   | Marcha estreante                                |
| ----- | ----------------------------------------------- |
| 1932a | Alto do Pina                                    |
| 1932a | Bairro Alto                                     |
| 1932a | Campo de Ourique                                |
| 1932b | Alcântara                                       |
| 1932b | Alfama                                          |
| 1932b | Madragoa                                        |
| 1934  | Ajuda                                           |
| 1934  | Benfica                                         |
| 1934  | Mouraria                                        |
| 1934  | Santo Amaro                                     |
| 1934  | São Vicente                                     |
| 1934  | Sete Rios                                       |
| 1935  | Campolide                                       |
| 1935  | Castelo                                         |
| 1935  | Chelas                                          |
| 1935  | Graça                                           |
| 1935  | Santa Clara                                     |
| 1940  | Lapa                                            |
| 1940  | São Bento                                       |
| 1952  | Bica                                            |
| 1952  | Marvila                                         |
| 1955  | Santa Catarina                                  |
| 1965  | Penha de França                                 |
| 1966  | Carnide                                         |
| 1967  | Olivais                                         |
| 1988  | Infantil Voz do Operário (extra-concurso)       |
| 1991  | Bairro Lopes                                    |
| 1991  | São Domingos de Benfica                         |
| 2003  | Beato                                           |
| 2003  | Bela-Flor                                       |
| 2003  | Lumiar                                          |
| 2005  | Mercados (extra-concurso)                       |
| 2006  | Santa Engrácia                                  |
| 2009  | Baixa                                           |
| 2009  | Belém                                           |
| 2016  | Bela Flor-Campolide                             |
| 2016  | Bairro da Boavista                              |
| 2017  | Santa Casa da Misericórdia (extra-concurso)     |
| 2022  | Infantil das Escolas de Lisboa (extra-concurso) |

### Participações por Marcha
| #   | Ano   | Organizadora                           | Tema                                                                         | Marcha inédita 1                      | Cl.            | Refs.          |
| #   | Ano   | Organizadora                           | Tema                                                                         | Marcha inédita 2                      | Cl.            | Refs.          |
| #   | Ano   | Organizadora                           | Tema                                                                         | Marcha                                | Cl.            | Refs.          |
| --- | ----- | -------------------------------------- | ---------------------------------------------------------------------------- | ------------------------------------- | -------------- | -------------- |
| 1º  | 1932b | Sociedade Filarmónica Alunos Esperança | Desconhecido                                                                 | Desconhecido                          |                | [ 8 ]          |
| 2º  | 1934  | Sociedade Filarmónica Alunos Esperança | Desconhecido                                                                 | "Marcha de desfile"                   | 3º             | [ 8 ]          |
| 2º  | 1934  | Sociedade Filarmónica Alunos Esperança | Desconhecido                                                                 | Canção do concurso                    | 3º             | [ 8 ]          |
| 3º  | 1935  | Sociedade Filarmónica Alunos Esperança | Desconhecido                                                                 | "1ª marcha da rua e nº de marcação"   | 2º             | [ 8 ]          |
| 3º  | 1935  | Sociedade Filarmónica Alunos Esperança | Desconhecido                                                                 | "2ª marcha da rua"                    | 2º             | [ 8 ]          |
| 4º  | 1940  | Sociedade Filarmónica Alunos Esperança | Desconhecido                                                                 | "Canção nova de Alcântara"            | 3º             | [ 8 ]          |
| 4º  | 1940  | Sociedade Filarmónica Alunos Esperança | Desconhecido                                                                 | "À roda das oficinas"                 | 3º             | [ 8 ]          |
|     | 1947  | Não participou                         | Não participou                                                               | Não participou                        | Não participou | Não participou |
| 5º  | 1950  | Sociedade Filarmónica Alunos Esperança | Desconhecido                                                                 | "Encostada à serra"                   |                | [ 8 ]          |
| 5º  | 1950  | Sociedade Filarmónica Alunos Esperança | Desconhecido                                                                 | "À roda das oficinas"                 |                | [ 8 ]          |
| 6º  | 1952  | Sociedade Filarmónica Alunos Esperança | Desconhecido                                                                 | "Alcântara linda"                     |                | [ 8 ]          |
| 7º  | 1955  | Sociedade Filarmónica Alunos Esperança | Desconhecido                                                                 | "Marcha de Alcântara de 1955"         |                | [ 8 ]          |
| 7º  | 1955  | Sociedade Filarmónica Alunos Esperança | Desconhecido                                                                 | "Maria são teus olhos azeitonas       |                | [ 8 ]          |
| 8º  | 1958  | Sociedade Filarmónica Alunos Esperança | Desconhecido                                                                 | "Marcha de Alcântara de 1958"         |                | [ 8 ]          |
| 8º  | 1958  | Sociedade Filarmónica Alunos Esperança | Desconhecido                                                                 | "O meu bairro é Alcântara…"           |                | [ 8 ]          |
| 8º  | 1958  | Sociedade Filarmónica Alunos Esperança | Desconhecido                                                                 | "Carrossel de Lisboa"                 |                | [ 8 ]          |
| 9º  | 1963  | Sociedade Filarmónica Alunos Esperança | Desconhecido                                                                 | "Marcha de Alcântara de 1963"         |                | [ 8 ]          |
| 10º | 1964  | Sociedade Filarmónica Alunos Esperança | Desconhecido                                                                 | "Marcha de Alcântara de 1964"         |                | [ 8 ]          |
| 11º | 1965  | Sociedade Filarmónica Alunos Esperança | Desconhecido                                                                 | "Aqui vai Alcântara"                  | 2º             | [ 8 ]          |
| 12º | 1966  | Sociedade Filarmónica Alunos Esperança | Desconhecido                                                                 | "Marcha de Alcântara"                 |                | [ 8 ]          |
| 13º | 1967  | Sociedade Filarmónica Alunos Esperança | Desconhecido                                                                 | "Alcântara"                           |                | [ 8 ]          |
| 14º | 1968  | Sociedade Filarmónica Alunos Esperança | Desconhecido                                                                 | "Alcântara"                           |                | [ 8 ]          |
| 15º | 1969  | Sociedade Filarmónica Alunos Esperança | Desconhecido                                                                 | "Alcântara vem cantar"                |                | [ 8 ]          |
| 16º | 1970  | Sociedade Filarmónica Alunos Esperança | Desconhecido                                                                 | "O meu bairro é Alcântara"            |                | [ 8 ]          |
| 17º | 1980  | Sociedade Filarmónica Alunos Esperança | Desconhecido                                                                 | "Marcha de Alcântara de 1958"         |                | [ 8 ]          |
| 18º | 1981  | Sociedade Filarmónica Alunos Esperança | Desconhecido                                                                 | "Deixem lá passar Alcântara!…"        |                | [ 8 ]          |
| 19º | 1982  | Sociedade Filarmónica Alunos Esperança | Desconhecido                                                                 | "Cantai Alcântara"                    |                | [ 8 ]          |
| 20º | 1983  | Sociedade Filarmónica Alunos Esperança | Desconhecido                                                                 | "Alcântara"                           | 2º             | [ 8 ]          |
| 21º | 1988  | Sociedade Filarmónica Alunos Esperança | Desconhecido                                                                 | "Cá vai Alcântara a cantar!"          |                | [ 8 ]          |
| 21º | 1988  | Sociedade Filarmónica Alunos Esperança | Desconhecido                                                                 | "Arraial de Alcântara"                |                | [ 8 ]          |
| 21º | 1988  | Sociedade Filarmónica Alunos Esperança | Desconhecido                                                                 | "Alcântara d'outros tempos"           |                | [ 8 ]          |
| 22º | 1989  | Sociedade Filarmónica Alunos Esperança | Desconhecido                                                                 | "Descarregadores de sal e carvão"     |                | [ 8 ]          |
| 22º | 1989  | Sociedade Filarmónica Alunos Esperança | Desconhecido                                                                 | "Aqui vai Alcântara"                  |                | [ 8 ]          |
| 22º | 1989  | Sociedade Filarmónica Alunos Esperança | Desconhecido                                                                 | "Deixem passar Alcântara"             |                | [ 8 ]          |
| 23º | 1990  | Sociedade Filarmónica Alunos Esperança | Desconhecido                                                                 | "Venham ver Alcântara"                | 16º            | [ 8 ]          |
| 23º | 1990  | Sociedade Filarmónica Alunos Esperança | Desconhecido                                                                 | "Marcha do Paço Real de Alcântara"    | 16º            | [ 8 ]          |
| 23º | 1990  | Sociedade Filarmónica Alunos Esperança | Desconhecido                                                                 | "Canta Alcântara, canta!…"            | 16º            | [ 8 ]          |
| 24º | 1991  | Sociedade Filarmónica Alunos Esperança | Desconhecido                                                                 | "Marcha de Alcântara de 1991"         | 16º            | [ 8 ]          |
| 24º | 1991  | Sociedade Filarmónica Alunos Esperança | Desconhecido                                                                 | "Alcântara dos marinheiros"           | 16º            | [ 8 ]          |
| 24º | 1991  | Sociedade Filarmónica Alunos Esperança | Desconhecido                                                                 | "É Alcântara, venham vê- la!…"        | 16º            | [ 8 ]          |
| 25º | 1992  | Sociedade Filarmónica Alunos Esperança | Desconhecido                                                                 | "Romaria de Santo António"            | 9º             | [ 8 ]          |
| 25º | 1992  | Sociedade Filarmónica Alunos Esperança | Desconhecido                                                                 | "Alcântara de arquinho e balão"       | 9º             | [ 8 ]          |
| 25º | 1992  | Sociedade Filarmónica Alunos Esperança | Desconhecido                                                                 | "Canta Alcântara, canta!…"            | 9º             | [ 8 ]          |
| 26º | 1993  | Sociedade Filarmónica Alunos Esperança | Desconhecido                                                                 | "A grande noite alfacinha"            | 17º            | [ 8 ]          |
| 26º | 1993  | Sociedade Filarmónica Alunos Esperança | Desconhecido                                                                 | "Alcântara dos marinheiros"           | 17º            | [ 8 ]          |
| 26º | 1993  | Sociedade Filarmónica Alunos Esperança | Desconhecido                                                                 | "Encostada à serra"                   | 17º            | [ 8 ]          |
| 27º | 1994  | Sociedade Filarmónica Alunos Esperança | Desconhecido                                                                 | "Vira das carvoeiras"                 | 2º             | [ 8 ]          |
| 27º | 1994  | Sociedade Filarmónica Alunos Esperança | Desconhecido                                                                 | "Marcha de Alcântara bairrista"       | 2º             | [ 8 ]          |
| 27º | 1994  | Sociedade Filarmónica Alunos Esperança | Desconhecido                                                                 | "As carvoeiras"                       | 2º             | [ 8 ]          |
| 28º | 1995  | Sociedade Filarmónica Alunos Esperança | Desconhecido                                                                 | "Noite de Santo António em Alcântara" | 5º             | [ 8 ]          |
| 28º | 1995  | Sociedade Filarmónica Alunos Esperança | Desconhecido                                                                 | "Alcântara ribeirinha"                | 5º             | [ 8 ]          |
| 28º | 1995  | Sociedade Filarmónica Alunos Esperança | Desconhecido                                                                 | "Romaria de Santo António"            | 5º             | [ 8 ]          |
| 29º | 1996  | Sociedade Filarmónica Alunos Esperança | Desconhecido                                                                 | "Alcântara das carvoeiras"            | 9º             | [ 8 ]          |
| 29º | 1996  | Sociedade Filarmónica Alunos Esperança | Desconhecido                                                                 | "Vira, vira carvoeira"                | 9º             | [ 8 ]          |
| 29º | 1996  | Sociedade Filarmónica Alunos Esperança | Desconhecido                                                                 | "As carvoeiras"                       | 9º             | [ 8 ]          |
| 30º | 1997  | Sociedade Filarmónica Alunos Esperança | Desconhecido                                                                 | "Alcântara, cantai e bailai"          | 11º            | [ 8 ]          |
| 30º | 1997  | Sociedade Filarmónica Alunos Esperança | Desconhecido                                                                 | "Rapsódia de Lisboa"                  | 11º            | [ 8 ]          |
| 30º | 1997  | Sociedade Filarmónica Alunos Esperança | Desconhecido                                                                 | "Alcântara e a doca do pinho"         | 11º            | [ 8 ]          |
| 31º | 1998  | Sociedade Filarmónica Alunos Esperança | Desconhecido                                                                 | "Alcântara e caravelas"               | 18º            | [ 8 ]          |
| 31º | 1998  | Sociedade Filarmónica Alunos Esperança | Desconhecido                                                                 | "Alcântara é um trono"                | 18º            | [ 8 ]          |
| 31º | 1998  | Sociedade Filarmónica Alunos Esperança | Desconhecido                                                                 | "Alcântara dos marinheiros"           | 18º            | [ 8 ]          |
| 32º | 1999  | Sociedade Filarmónica Alunos Esperança | Desconhecido                                                                 | "Que bonita vai a marcha"             | 15º            | [ 8 ]          |
| 32º | 1999  | Sociedade Filarmónica Alunos Esperança | Desconhecido                                                                 | "Alcântara é diferente"               | 15º            | [ 8 ]          |
| 32º | 1999  | Sociedade Filarmónica Alunos Esperança | Desconhecido                                                                 | "Nosso vira não cansa"                | 15º            | [ 8 ]          |
| 33º | 2000  | Sociedade Filarmónica Alunos Esperança | Desconhecido                                                                 | "As vendedeiras de Alcântara"         | Dc.            | [ 8 ]          |
| 33º | 2000  | Sociedade Filarmónica Alunos Esperança | Desconhecido                                                                 | "Braço dado com Amália"               | Dc.            | [ 8 ]          |
| 33º | 2000  | Sociedade Filarmónica Alunos Esperança | Desconhecido                                                                 | "Venham ver Alcântara"                | Dc.            | [ 8 ]          |
| 34º | 2001  | Sociedade Filarmónica Alunos Esperança | Desconhecido                                                                 | "Alcântara em Festa"                  | 10º            | [ 8 ] [ 16 ]   |
| 34º | 2001  | Sociedade Filarmónica Alunos Esperança | Desconhecido                                                                 | "Aguarelas"                           | 10º            | [ 8 ] [ 16 ]   |
| 34º | 2001  | Sociedade Filarmónica Alunos Esperança | Desconhecido                                                                 | "Encostada à serra"                   | 10º            | [ 8 ] [ 16 ]   |
| 35º | 2002  | Sociedade Filarmónica Alunos Esperança | Desconhecido                                                                 | "Marcha de Alcântara 2002"            |                | [ 8 ] [ 17 ]   |
| 35º | 2002  | Sociedade Filarmónica Alunos Esperança | Desconhecido                                                                 | "Encontro no Tejo"                    |                | [ 8 ] [ 17 ]   |
| 35º | 2002  | Sociedade Filarmónica Alunos Esperança | Desconhecido                                                                 | "Feira de Alcântara"                  |                | [ 8 ] [ 17 ]   |
| 36º | 2003  | Sociedade Filarmónica Alunos Esperança | Desconhecido                                                                 | "Vem Alcântara de carroça"            | 9º             | [ 8 ] [ 18 ]   |
| 36º | 2003  | Sociedade Filarmónica Alunos Esperança | Desconhecido                                                                 | "Alcântara beija o Santo António"     | 9º             | [ 8 ] [ 18 ]   |
| 36º | 2003  | Sociedade Filarmónica Alunos Esperança | Desconhecido                                                                 | "Deixem passar Alcântara"             | 9º             | [ 8 ] [ 18 ]   |
| 37º | 2004  | Sociedade Filarmónica Alunos Esperança | Desconhecido                                                                 | Desconhecido                          | 11º            | [ 19 ]         |
| 38º | 2005  | Sociedade Filarmónica Alunos Esperança | Desconhecido                                                                 | Desconhecido                          | 4º             | [ 20 ]         |
| 39º | 2006  | Sociedade Filarmónica Alunos Esperança | Alcântara está feliz                                                         | Desconhecido                          | 3º             | [ 21 ]         |
| 40º | 2007  | Sociedade Filarmónica Alunos Esperança | Desconhecido                                                                 | Desconhecido                          | 5º             | [ 22 ]         |
| 41º | 2008  | Sociedade Filarmónica Alunos Esperança | Desconhecido                                                                 | Desconhecido                          | 6º             | [ 23 ]         |
| 42º | 2009  | Sociedade Filarmónica Alunos Esperança | Desconhecido                                                                 | Desconhecido                          | 5º             | [ 24 ]         |
| 43º | 2010  | Sociedade Filarmónica Alunos Esperança | Desconhecido                                                                 | Desconhecido                          | 5º             | [ 25 ]         |
| 44º | 2011  | Sociedade Filarmónica Alunos Esperança | Desconhecido                                                                 | Desconhecido                          | 13º            | [ 26 ]         |
| 45º | 2012  | Sociedade Filarmónica Alunos Esperança | Desconhecido                                                                 | Desconhecido                          | 3º             | [ 27 ]         |
| 46º | 2013  | Sociedade Filarmónica Alunos Esperança | Desconhecido                                                                 | Desconhecido                          | 8º             | [ 28 ]         |
| 47º | 2014  | Sociedade Filarmónica Alunos Esperança | Desconhecido                                                                 | Desconhecido                          | 2º             | [ 29 ]         |
| 48º | 2015  | Sociedade Filarmónica Alunos Esperança | Desconhecido                                                                 | Desconhecido                          | 3º             | [ 30 ]         |
| 49º | 2016  | Sociedade Filarmónica Alunos Esperança | Desconhecido                                                                 | Desconhecido                          | 4º             | [ 31 ]         |
| 50º | 2017  | Sociedade Filarmónica Alunos Esperança | As Ruas de Uma Cidade São o Espelho do Seu Povo: Cheira Bem, Cheira a Lisboa | Desconhecido                          | 4º             | [ 32 ]         |
| 51º | 2018  | Sociedade Filarmónica Alunos Esperança | Num Arco-Íris de Saudade, Alcântara Brilha no Tejo                           | "Arco-Íris Sobre o Tejo"              | 8º             | [ 33 ]         |
| 51º | 2018  | Sociedade Filarmónica Alunos Esperança | Num Arco-Íris de Saudade, Alcântara Brilha no Tejo                           | "Venha Carga, Venha Ela"              | 8º             | [ 33 ]         |
| 51º | 2018  | Sociedade Filarmónica Alunos Esperança | Num Arco-Íris de Saudade, Alcântara Brilha no Tejo                           | "Maria Lisboa"                        | 8º             | [ 33 ]         |
| 52º | 2019  | Sociedade Filarmónica Alunos Esperança | Desconhecido                                                                 | Desconhecido                          | 5º             | [ 34 ]         |
| 53º | 2022  | Sociedade Filarmónica Alunos Esperança | Com açúcar e muito afeto, Alcântara é o teu doce predileto                   | Desconhecido                          | 2º             | [ 35 ]         |
| 54º | 2023  | Sociedade Filarmónica Alunos Esperança | Amor do Tejo e da Serra, fez de Alcântara a nossa terra                      | Desconhecido                          | 6º             | [ 36 ]         |
| 55º | 2024  | Sociedade Filarmónica Alunos Esperança | Por mais que corra a tinta, Alcântara é o bairro com mais pinta              | "Alcântara, obra-prima de Lisboa"     | 1º             | [ 4 ]          |
| 55º | 2024  | Sociedade Filarmónica Alunos Esperança | Por mais que corra a tinta, Alcântara é o bairro com mais pinta              | "O Pintas do Pintor"                  | 1º             | [ 4 ]          |
| 55º | 2024  | Sociedade Filarmónica Alunos Esperança | Por mais que corra a tinta, Alcântara é o bairro com mais pinta              | "Alcântara vem cantar"                | 1º             | [ 4 ]          |